# Törpék

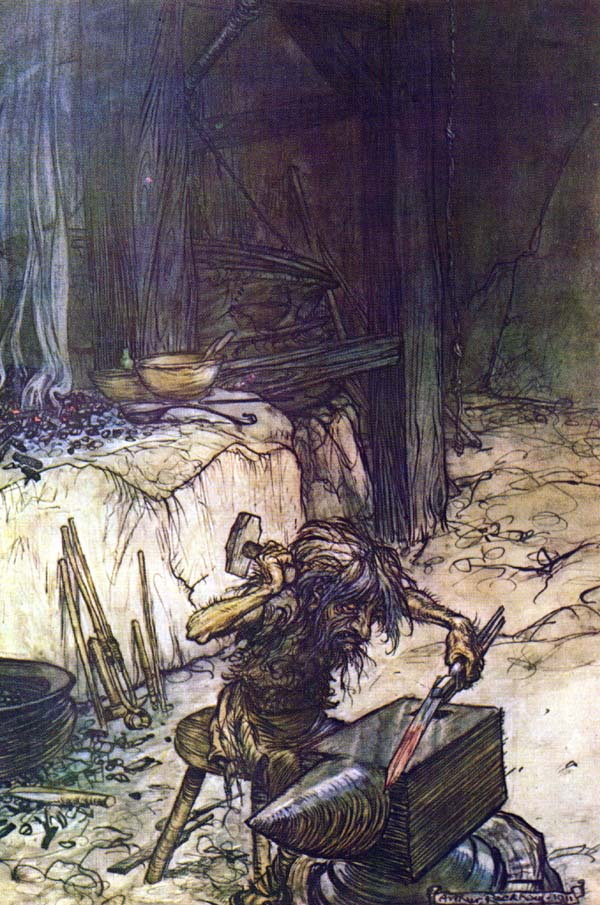
Regin törpe - Arthur Rackham

A törpék (dvärgar, óskandinávul dvergar, e.sz. dvergr) kicsi, alacsony lények a skandináv mitológiában. Kövek és sziklák alatt laktak, és ők jelképezték a föld belsejében titokzatosan ható természeti erőket.
A völva jövendölése (Völuspa) szerint a földön nem ismerték a szegénységet, mielőtt a három sorsistennő (nornák) meg nem érkezik Jotunheimből, és a monda szerint ez lenne az oka annak, hogy az istenek megteremtették a törpék hadát. Az Eddában A völva jövendölése énekben több szakasz (11-16), az úgynevezett Dvergatal (törpék lajstroma), sorolja fel a törpék nevét. Snorre Sturlasson leírása szerint mielőtt értelmet és emberi formát kaptak volna, férgek voltak Ymir óriás húsában.
Általában csúnya, nagy-orrú, piszkos-barna bőrű és a világosságot kerülő lényeknek tartották őket. Egyes törpék neve arra utal, hogy eredetileg halálszellemnek vagy az ősök kísérteteinek szánták, például Nár, (holttest); Bláin, kék (a halál színe); Dáinn, halál. 
Egy varázskalap (dvärghatt), vagy néha varázsköpeny segítségével láthatatlanná tudtak válni. Az Alvisz-énekben (verses Edda) Thor becsapja Alvisz törpét. Ráveszi, hogy kinyilatkoztassa végtelen tudását, s az addig sorolja fel mindet, míg feljön a nap, és akkor kővé válik.
Ily rengeteg rúnát,

irdatlan ősi kincset

kinek keble is őriz?

Felfedem fondorlatom,

eszeden mégis túljártam:

véged van, törpe, napfényben,

s a terem, íme, tündököl.
Más történetekben a napfénynek nincs semmiféle hatása a törpékre.
Legjobban akkor érzik magukat, amikor a barlangjaikat díszíthetik, fantasztikus földalatti termeket alkothatnak, megvilágíthatják az aranyteléreket úgy, hogy azok a barlangok tavaiban tükröződjenek. A díszítés iránti érdeklődésük és az állandó kutatás nemesfémek után kitűnő kovácsokká tette őket. A hatalmuk a természet rejtett erői felett, különösen a kovácsolás mesterségében, nagyrabecsült szaktudást szerzett nekik. Őket bízzák meg a legkülönbözőbb fegyverek és szerszámok készítésével, nem csak az emberek és az elfek, hanem az istenek is. Ők készítették Odin dárdáját és karpántját, a Gungnirt és a Draupnirt, Thor kalapácsát, a Mjölnirt, Frey hajóját, a Skidbladnirt, valamint Sif aranyhaját.
Az Eddán kívül több ősi-mesében (fornaldsagor) mint ügyes kézművesek. A Völsungasaganban Andvari egy bűvös gyűrűt kovácsol (Andvaranaut), amellyel aranyat lehet csinálni. A fia, Regin összekovácsolja Szigurd meghasadt kardját, a Gramot. A Hervor mondákban a két törpe Durin és Dvalin kovácsolja a csodálatos kardot, a Tyrfinget. A törpék nemcsak fémekkel, hanem fával is dolgoztak, és nem létezett olyan teremtmény a földön, aki túlszárnyalta volna az ügyességüket. Amennyire szeretik a szilárd sziklákat, ugyanúgy irtóznak a víztől és a napsütéstől. A törpéket rosszindulatú nemzetségnek tartják. Veszélyesek, ellenséges beállítottságúak és kerülik az embereket, de néha üzletet kötnek velük. Az istenekkel szemben is ellenségesek, alattomosak és számítók. Egy leigázott és sanyargatott nemzetség, de kitartóak, szívósak és kemények, akár a szikla. Büszke faj és könnyen feldühödnek. Irigyelik az álfokat/elfeket, de ugyanakkor lenézik azok könnyedén vett és egyszerű életét.
Néhány törpének a neve kozmogonikus értelmű, mint Ny (Felbukkanó), és Nedan (Tovatűnő), amelyek a Hold fázisait irányítják, vagy Nordre, Sudre, Austre és Vestre (Északi, Déli, Keleti, Nyugati), akik az égboltot tartják fent a négy sarkánál.
Paracelsus szerint a szirének, óriások, törpék stb. létezésének oka nem az, hogy valaki fölött őrködjenek, hanem az, hogy figyelmeztető jel (ómen) legyen az emberiségnek. A törpéket nagy ínséggel hozzák kapcsolatba az emberek. Az újabb népi mondákban is sokszor előfordulnak a törpék. Kielégítő magyarázatot a "dvärg" szó nyelvi eredetére még nem találtak.

## Törpék a skandináv mitológiában

### Törpék fontos szereppel

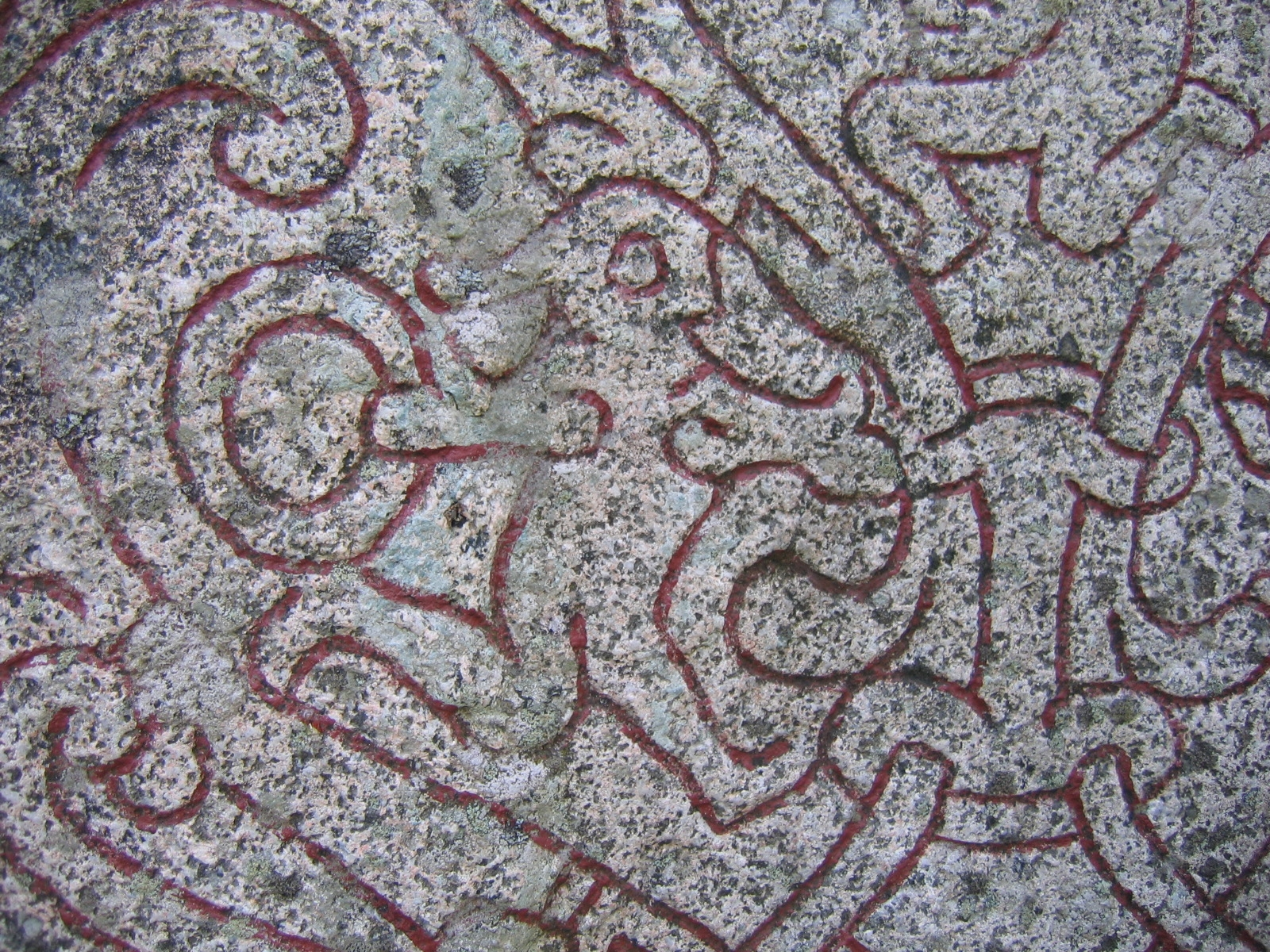
Andvare a Drävle-kövön

- Andvari (Gondozó) kincseket őrzött, köztük az Andvaranaut varázsgyűrűt. Andvari egy csuka alakjában élt a róla elnevezett zuhatagban. A monda szerint Loki kifogja, és kényszeríti, hogy neki adja a kincseit. Akkor Andvari elátkozza a gyűrűt, hogy minden tulajdonosára halált hozzon.

- Brokk - egyik Mimirsönerna (Mimirfiuk) közül, ő tett fogadást Lokival, a testvérének Eitrenek kovácsmesteri ügyességére. Közösen Eitrevel kovácsolták Sif aranyhaját, Frey hajóját a Skidbladnert és Odin dárdáját a Gungnirt.

- Dvalin - szintén Mimir fia, egyike a legtekintélyesebb törpéknek. Ő is kovács volt, és az első a törpék között, aki ismerte a rúnákat. Durinnal együtt kovácsolták a Tyrfing kardot.

- Eitre - (vagy Sindre) szintén egyike a Mimirfiuknak. Mesterkovács, aki a Brokk és Loki közötti fogadás keretében egymaga kovácsolta Frey aranysörtéjű vadkanját, a Gullinburstet, Odin arany karpántját, a Draupnirt és Thor kalapácsát, a Mjölnirt.

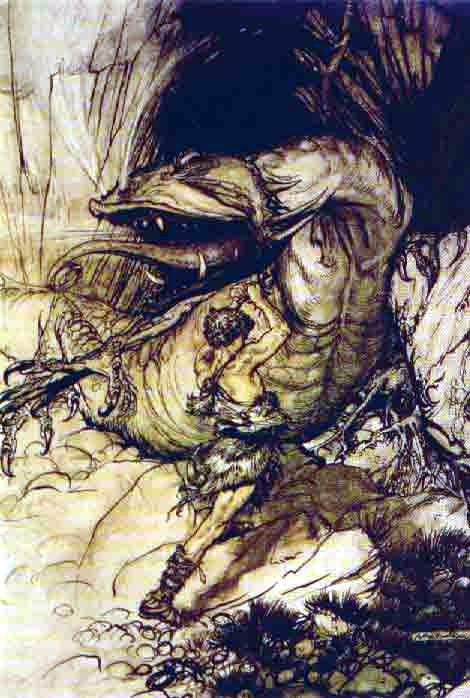
Szigurd megöli Fafnirt - Arthur Rackham

- Fafnir (vagy Fafne, Fafner) Hreidmar fia, Regin és Utter testvére. Reginnel együtt megölik apjukat, hogy hozzájussanak az Andvare kincsekhez és az Andvaranaut gyűrűhöz, amiket Loki adott Hreidmarnak kárpótlásul, amiért véletlenül megölte Uttert. Fafner kapzsiságában csak saját magának akarja a kincseket, s ezért sárkánnyá változva elkergeti testvérét. Regin akkor kovácsolja a Gram kardot, amivel Sigurd Fafnesbane (Fafneölő) megöli Fafnert.
- Fjalar és Galar (Hegyi és Hangos) - két testvér, akik megölték Kvasir istent és annak vérével készítették a "költői mézsört", a Suttungamjödet.

- Hreidmar - egy kapzsi törpe király, Fafnir, Utter és Regin apja. Amikor Loki véletlenül megöli Uttert, Hreidmar elfogja Odint és Hönirt. Kárpótlásul Andvare aranyát és a csodagyűrűt, az Andvaranautot kéri, és kapja. A másik két fia megöli őt a kincsekért.
- Nordre, Sudre, Austre és Vestre (Északi, Déli, Keleti, Nyugati), a négy törpe, akiket Odin az égbolt négy sarkához állított, hogy azt tartsák.
- Ny és Nedan, (Felbukkanó és Tovatűnő) két törpe, akik a Hold fázisait irányítják.

- Regin (Hatalmas), híres kovácsmester, Hreidmar fia. Testvérével, Fafnirral együtt megölik apjukat az Andvare kincseiért. Fafner kapzsiságában csak saját magának akarja a kincseket, s ezért sárkánnyá változva elkergeti testvérét. Regin akkor kovácsolja össze a Gram kardot, amivel Sigurd Fafnesbane (Fafneölő) megöli Fafnirt. Szigurd később megöli Regint, mert árulással gyanúsította.

### Törpék kevésbé fontos szereppel
- Allvis, aki Thor távollétében eljegyzi annak lányát, Trudot. Amikor Allvis jön a menyasszonyért, látja Thor, hogy amaz egy törpe. Mivel nem akarja a lányát egy törpéhez adni, rászedi Allvist, hogy addig beszéljen, míg feljön a nap és akkor az kővé válik.
- Bivor, Bovur és Bombur (Sípoló, Surrogó, Susogó), három ős-törpe alliterációs névvel, akiket az Edda is említ. Tolkien világában is előfordulnak e nevek.
- Alfrik, Berling és Gner, a három törpe, akik Dvalinnal együtt készítették Freyja nyakékét, a Brisingasmycket, s amiért fizetségnek azt kérték (és kapták), hogy Freyja töltsön mindegyikkel egy-egy éjszakát.

- Durin, közösen Dvalinnal kovácsolták a Tyrfing kardot. Az ő nevük is előfordul Tolkien világában.
- Gandalv (Varázsbotos), egy törpe, akit szintén említ az Edda. Az ő neve is megjelenik Tolkien világában, Gandalf változatban.
- Lofar vagy Lovar, egyike az ős-törpéknek, akit a jövendő törpenemzedék ősének tartanak.
- Lit (Fényhozó), egy törpe, akit említenek a Baldr halálával kapcsolatban. Balszerencséjére Thor és a többi isten útjába kerül, akik berúgják a tűzbe, ahol elég.
- Sindre, névváltozata Eitrenek.
- Thorin (Kiáltós), akit szintén említ az Edda, és nevét adta három alaknak is Tolkien világában.
- Utter (Vidra), Hreidmar fia, aki vidra formájában Loki véletlen áldozata lesz.

## Fordítás
- Ez a szócikk részben vagy egészben  a   Dvärg (mytologi) című svéd Wikipédia-szócikk fordításán alapul.  Az eredeti cikk szerkesztőit annak laptörténete sorolja fel. Ez a jelzés csupán a megfogalmazás eredetét és a szerzői jogokat jelzi, nem szolgál a cikkben szereplő információk forrásmegjelöléseként.
- Ez a szócikk részben vagy egészben  a   Dwarf (Germanic mythology) című angol Wikipédia-szócikk fordításán alapul.  Az eredeti cikk szerkesztőit annak laptörténete sorolja fel. Ez a jelzés csupán a megfogalmazás eredetét és a szerzői jogokat jelzi, nem szolgál a cikkben szereplő információk forrásmegjelöléseként.